# Coutos
Coutos (popularmente chamado de Alto de Coutos, em função de sua geografia) é um bairro no Subúrbio Ferroviário, em Salvador (Bahia), capital do estado brasileiro da Bahia.

## Localização
Coutos estende-se por uma pequena cadeia de morros que fica entre os bairros de Paripe e Periperi.

## Histórico
Desenvolveu-se após o loteamento de uma antiga fazenda e teve seu crescimento demográfico rapidamente verificado após a fundação do CIA (Centro Industrial de Aratu, nas décadas de 60 e 70), quando várias famílias do interior migraram para a capital em busca de emprego.[carece de fontes?]
A criação da Avenida Suburbana (essa avenida não passa apenas por Coutos) também contribuiu para o crescimento do bairro. Hoje possui uma população superior a 5.000 habitantes.[carece de fontes?]
Mesmo com o crescimento exagerado e não planejado, Coutos ainda é um dos bairros mais arborizados de Salvador, onde a maioria das casas possui um quintal com várias árvores, contribuindo para o ar puro e interiorano do bairro.[carece de fontes?]

## Características
Pode ser dividido nas seguintes áreas: Bela Vista, Paraná, Parque Setúbal, Jauá e Final de Linha (rua Alto de Coutos), esta última abrigando o centro do comércio local. Alto de Coutos possui uma população composta por pessoas vindas principalmente de pequenas cidades do interior da Bahia, remanescentes de comunidades Ciganas e uma expressiva quantidade de Cearenses e Sergipanos.[carece de fontes?]
Conta com apenas um posto policial (este desativado desde 2010, após uma decisão do Governo do Estado), registra desde então um índice alarmante de violência comparada a outros bairros perigosos de Salvador. [carece de fontes?]
Ostenta uma das mais privilegiadas vistas da Baía de Todos os Santos, mas, amarga problemas sociais sérios como falta de saneamento básico, falta de opções de lazer, falta de escolas de ensino médio e transporte satisfatório. Nesse último quesito, mesmo fazendo parte do subúrbio ferroviário de Salvador e contando com uma estação de trem, esse transporte só beneficia à parte baixa do bairro (ao longo da avenida suburbana), pois a maioria da população é espalhada pelos morros que compõe o bairro, tornando o deslocamento de quase 2km até a estação de trem inviável para a grande maioria da população.[carece de fontes?]

## Religião
Pode-se afirmar que os seus moradores são divididos em Católicos, evangélicos, enquanto uma pequena parcela adotam as religiões afro (como o candomblé). O bairro conta com oito comunidades católicas, sendo a Igreja Matriz dedicada a São Francisco de Assis, além das comunidades de São João Batista, Nossa Senhora da Conceição, São Benedito, Nossa Senhora Aparecida, Santo Antonio, Nossa Senhora da Salete, Santa Teresinha do Menino Jesus e Nossa Senhora das Graças. No bairro de Coutos está localizado também o Mosteiro do Salvador, onde residem Monjas da Congregação Beneditina do Brasil; inúmeros templos evangélicos de diferente denominações como: Igreja Universal do Reino de Deus, Igreja Assembleia de Deus, Igreja Batista, igrejas Pentecostais e Testemunhas de Jeová.[carece de fontes?]
Pode-se encontrar também no bairro alguns terreiros de candomblé como o terreiro Ilê Axé Oxaguiã e etc.[carece de fontes?]

## Demografia
Foi listado como um dos bairros mais perigosos de Salvador, segundo dados do Instituto Brasileiro de Geografia e Estatística (IBGE) e da Secretaria de Segurança Pública (SSP) divulgados no mapa da violência de bairro em bairro pelo jornal Correio em 2012. Ficou entre os mais violentos em consequência da taxa de homicídios para cada cem mil habitantes por ano (com referência da ONU) ter alcançado o terceiro nível mais negativo, com o indicativo de "31-60", sendo um dos piores bairros na lista.
Em 2015 o segundo o titular da 5ª Delegacia Territorial (DT/Periperi), Nilton Borba, comentou sobre a existência de tráfico de drogas na região.